# Велики вилински оклопник
Chlamyphorus retusus је сисар из реда Cingulata. 

## Угроженост
Ова врста је на нижем степену опасности од изумирања, и сматра се скоро угроженим таксоном.

## Распрострањење
Ареал врсте је ограничен на мањи број држава. 
Врста је присутна у Аргентини, Боливији и Парагвају.

## Станиште
Станишта врсте су травна вегетација и екосистеми ниских трава и шумски екосистеми. 